# Aspidobothrys
Aspidobothrys is een geslacht van wantsen uit de familie van de Miridae (Blindwantsen). Het geslacht werd voor het eerst wetenschappelijk beschreven door Odo Reuter in 1905.

## Soorten
Het genus bevat de volgende soorten:

- Aspidobothrys basalis (Walker, 1873)
- Aspidobothrys designatus (Distant, 1888)
- Aspidobothrys dimidiatus (Stål, 1860)
- Aspidobothrys flavicosta Carvalho, 1949
- Aspidobothrys latipennis (Reuter, 1907)
- Aspidobothrys luculentus (Berg, 1892)
- Aspidobothrys nigriclavus (Berg, 1892)
- Aspidobothrys ruficeps (Berg, 1878)
- Aspidobothrys signaticollis (Reuter, 1907)